# Луниджана
Луниджана (итал. Lunigiana) — историческая область на границе Тосканы и Лигурии, в бассейне реки Магра, у берегов Средиземного моря. Совпадает в границах с епископией древнего города Луни, ныне не существующего. 
С античных времён город Луни, давший название всей области, был основным центром на севере тосканского побережья. Через него проходила дорога франков, соединявшая Рим с севером Европы. В Средние века за контроль над этим отрезком пути развернулась ожесточённая борьба между местными феодалами, которые застроили Луниджану своими замками. Из 160 этих феодальных гнёзд сохранилось не более тридцати. В XV веке борьбу за главенство в Луниджане выиграло знатное семейство Маласпина. Глава этого рода с 1568 г. носил титул владетельного князя Массы и Каррары.
На современной карте Италии области Луниджана соответствуют провинции Специя и Масса-Каррара. Вторая из них включена в состав региона Тоскана, хотя исторически Луниджана — в отличие от всего остального региона — не входила в состав владений Медичи и не управлялась из Флоренции.